# 陈宗烈
陈宗烈（1924年—2000年11月18日），男，江苏建湖人，中华人民共和国政治人物，曾任中共上海市委常委、上海市人民政府常务副市长，江苏省政协副主席。